# استامپی پوینت (کارولینای شمالی)
استامپی پوینت (به انگلیسی: Stumpy Point) یک منطقهٔ مسکونی در ایالات متحده آمریکا است که در شهرستان دیر، کارولینای شمالی واقع شده‌است. استامپی پوینت  ۰٫۹۱۴۴ متر بالاتر از سطح دریا قرار دارد.